# DOUKI
DOUKI（ドウキ、1991年12月24日 - ）は、日本の男性プロレスラー。神奈川県横浜市出身。血液型B型。新日本プロレス所属。

## 来歴

### デビューから初来日
2010年5月に単身メキシコへ渡る予定だったが、面識あるミラノコレクションA.T.からタイチを紹介され、当時新日本プロレスの選手がメキシコ遠征時に利用していた日本人宿で過ごすことになる。それから毎日CMLLのルチャ教室に通いながらタイチと一緒にジムで練習を積み、同年11月にルチャドール「カンスケ」としてデビュー。
2012年から「ペロス・デル・マール」（2008年12月に旗揚げしたルチャリブレの団体）にあがることになった時に「ほかにも日本人レスラーがいるし、キャラを変えていこう」という理由からマスクマンのDOUKIとして活動を開始。日本人部隊「ハポネス・デル・マル」の一員として活動した。リングネームは山本勘助の出家号「道鬼」に由来する。
メキシコマットでキャリアを積んだのち、2015年10月10日の東京愚連隊興行で日本マット初登場。
2019年3月31日、TAKAみちのくとタイチの自主興行『タカタイチマニア』へ参戦。「自分を出場させて欲しい」と自らTwitter上で売り込みを行っての参戦となった。同興行では葛西純と対戦し、敗れはしたものの「デスマッチのカリスマ」と称される葛西に対して一歩も引かない流血ファイトを繰り広げ、関係者からの高い評価を得た。
4月には、メキシコ時代のパートナー・MUSASHIの相方としてみちのくプロレスに来日。

### 新日本プロレス

#### 2019年
5月13日の仙台大会で新日本プロレス初参戦。盟友・エル・デスペラードの負傷に伴い、タイチの推薦を受ける形で同年5月の『BEST OF THE SUPER Jr.26』へエントリー。リーグ戦は1勝8敗という成績に終わったが、荒々しいファイトとスープレックス・デ・ラ・ルナを始めとするオリジナルムーブでインパクトを残した。
『G1 CLIMAX 29』が開催された7～8月は新日のリングに上がらなかったが、9月からはレギュラー参戦し、デスペラード、タイチが所属する鈴木軍の一員となった。

#### 2020年
1月14日、後楽園ホールにて行われたJUST TAP OUT『初』の第5試合でTAKA&タイチ組とエル・デスペラード&DOUKI組でタイチと初対戦、試合はタイチにラストライドを決められ敗れた。この試合は当初、デスペラード&下田美馬組でカードが組まれていたが、DOUKIの恩師であるタイチとどうしても闘いたいというDOUKIの嘆願を下田が快諾し実現に至った。
7月31日付けで正式に返上されたNEVER無差別級6人タッグ選手権の新王者組を決定する「第21代NEVER無差別級6人タッグ王座決定トーナメント」が8月6日～8月9日の後楽園ホール4連戦で開催され、DOUKIも鈴木みのるとデスペラードをパートナーに出場したが、8月6日のメインイベントで行われたトーナメント1回戦で鷹木信悟＆SANADA＆BUSHI組に敗れた。
11月15日、愛知県体育館（ドルフィンズアリーナ）から始まった『BEST OF THE SUPER Jr.27』の出場選手としてシリーズ参戦。勝ち点は4に留まるも、「引き出しの多さ」をファンに印象付ける試合を展開した。高橋ヒロム曰く、「（DOUKIは）なにか一つのキッカケでバコーンと上に行く。正直、差っていうものがなかった」と語っている。

#### 2021年
1月4日の第0試合、KOPW2021進出争奪“時間差バトルロイヤル”ニュージャパンランボーに13人目の選手として出場。リングイン直後、DOUKIは鉄パイプでロッキー・ロメロを殴打し反則裁定により失格となった。
11月13日、後楽園ホールから始まった『BEST OF THE SUPER Jr.28』の出場選手としてシリーズ参戦。3勝8敗でシリーズを終えた。

#### 2022年
3月2日、東京·日本武道館で開幕した『NEW JAPAN CUP』に2回戦から出場、3月12日の名古屋大会にて行われた2回戦でザック・セイバーJr.と対戦するも敗れ初戦敗退となった。
5月1日、福岡大会にて金丸義信とタッグを組みマスター・ワト・田口隆祐の持つIWGPジュニアタッグ王座に挑戦したが、最後は金丸が田口に3カウントを奪われ敗戦。王座奪取はならなかった。
5月12日、名古屋国際会議場から始まった『BEST OF THE SUPER Jr.29』に出場。3勝6敗でシリーズを終えた。
12月23日、後楽園ホールにて鈴木軍をユニット解散とともに脱退。

#### 2023年
1月5日、大田区総合体育館にて元鈴木軍のタイチ、金丸、TAKAみちのくとの共闘を発表。新ユニット「Just 4 Guys」としての活動を始めた。
3月1日開催の『ジュニア夢の祭典 〜ALL STAR Jr. FESTIVAL 2023〜』では第5試合タッグマッチに出場。
5月12日、後楽園ホールから始まった『BEST OF THE SUPER Jr.30』に出場。3勝6敗でシリーズを終えた。

#### 2024年
2月24日、北海きたえーる大会にて高橋ヒロムよりシングル初勝利を挙げた。
4月29日、西原商会アリーナ（鹿児島アリーナ）大会にてIWGPジュニアヘビー級王座に初挑戦。王者のSHOとHOUSE OF TORTUREのラフ殺法に立ち向かうも、最後は成田蓮に乱入攻撃され敗れた。
5月11日、千葉・YohaSアリーナから始まった『BEST OF THE SUPER Jr.31』に出場。Bブロックを6勝3敗（1不戦勝含む）で2位通過するも、準決勝でエル・デスペラードに敗れた。
6月16日、北海きたえーる大会にてSHOからIWGPジュニアヘビー級王座を奪取したデスペラードより、同王座の次期挑戦者に指名された。
7月5日、東京武道館大会にてIWGPジュニアヘビー級王座に挑戦。王者のデスペラードを下し、同王座を初戴冠した（第97代王者）。
9月11日、仙台サンプラザ大会にて石森太二を相手にIWGPジュニアヘビー級王座初防衛に成功。
9月29日、神戸ワールド記念ホール大会にて金丸義信を相手にIWGPジュニアヘビー級王座を2度目の防衛。
10月14日、両国国技館大会にてSHOを相手に14秒で秒殺勝ちし、IWGPジュニアヘビー級王座を3度目の防衛。試合開始前にSHOにマスクを剥ぎ取られるも、その下に歌舞伎の隈取を思わせるペイントがあり、SHOに赤い毒霧を噴射した。
11月4日、大阪府立体育館大会にてマスター・ワトを相手にIWGPジュニアヘビー級王座を4度目の防衛。

#### 2025年
1月4日、東京ドーム大会にてエル・デスペラードを相手に防衛戦。開始5分の時点で場外に落ちたデスペラードに向かってダイビング攻撃を仕掛けたが、この時に左腕を故障しレフェリーストップで敗北し失冠した。

リングに上がって勝ち名乗りを受けたデスペラードは、「DOUKI、一生懸命やってたらこういうこともあるよな?　ごめんなさいとは言いません。一生懸命やった結果です。ごめんなさい…言っちゃったけど。また必ずやるんで、また見に来てください」と、DOUKIと観客に呼び掛けた。以降、長期欠場に入る。
5月7日、後楽園ホールで開催されたTAKAとタイチの自主興行『TAKATAICHI MANIA IV』のエンディングにサプライズで登場。復帰まではもう少し時間がかかるも、順調に腕が回復していることを報告した。

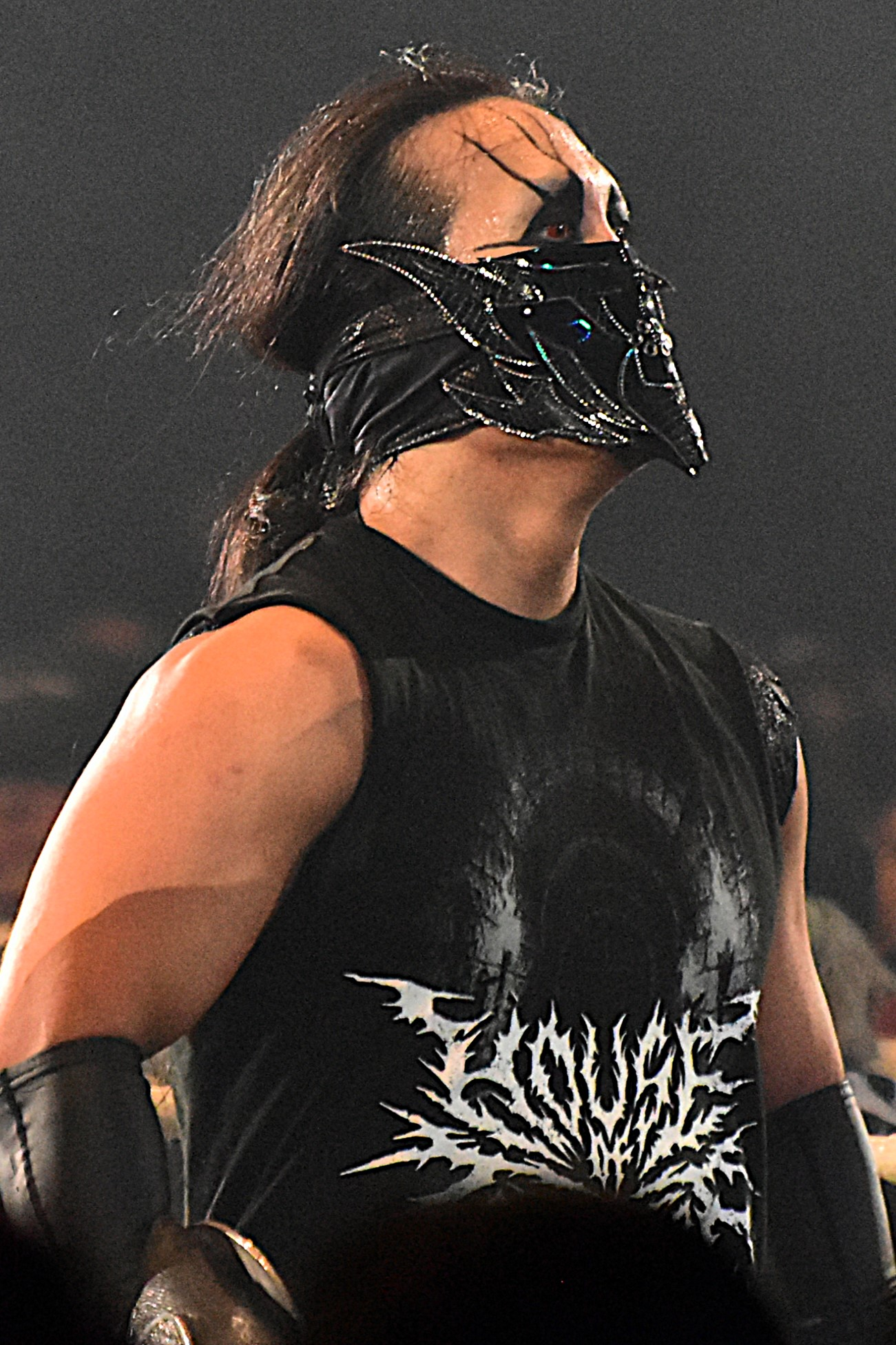
HOUSE OF TORTUREに加入したDOUKI（2025年6月15日）

6月15日、復帰するもJust 4 Guysを裏切り、HOUSE OF TORTUREへ加入。負傷したと主張する金丸義信の代役としてSHOとタッグを組み、YOH、マスター・ワトの持つIWGPジュニアタッグ王座に挑戦し勝利。同王座を戴冠した（第79代王者）。

## 得意技
スープレックス・デ・ラ・ルナ
ハーフ・パラダイス・ロック
DOUKI BOMB
デイブレイク
土遁の術
土遁の術・改
摩利支天
サハラウィ・スープレックス
イタリアンストレッチNo.32
ホルへ・リベラ・スペシャル
ラ・ランツァ

## 入場曲
- DOLOR [1]
- Luz de la luna[25]
- Demonio de la luna

## タイトル歴
新日本プロレス
- IWGPジュニアヘビー級王座（第97代）
- IWGPジュニアタッグ王座（第79代, w / SHO）
- 4代目ミスター新日本

## 人物
- 実姉は西口ドアでレフェリーをつとめる阿流。
- メキシコ時代にお世話になったというタイチとYOSHI-HASHI、エル・デスペラードを尊敬している。タイチには練習生になる前から面倒をみてもらったことに感謝を述べている[26]。「人生というものを教えてくださった」としてYOSHI-HASHIを「最も尊敬する人間」と語っている[27]。デスペラードには毎日のように世話になったと話しており、「ルチャ・リブレのどういう点がすごいか」を教わっていたという[28]。
- 棚橋弘至とも交流があり、棚橋のブログやTwitterにたびたび登場している[29][30]。
- 長髪の手入れには花王メリットを愛用している[31]。2023年7月にはDOUKIを起用したメリットのCMが制作され[32]、同月15日から開催の『G1 CLIMAX 33』の会場にて放映された[33]。